# 虹が呼んでる
虹が呼んでる（にじがよんでる）は、声優の國府田マリ子が出した13thマキシシングルである（8cmシングルも含めると24枚目のシングル）。品番はKICM-91144(初回特装版)、KICM-1144(通常版)。

## 概要
- タイトル曲は「Ta・ra・ra」以来となるイズミカワソラの作曲。
- 初回特装版には「虹が呼んでる」収録のDVD付き。

## 収録曲
1. 虹が呼んでる
  - 作詞：國府田マリ子、作曲：イズミカワソラ、編曲：井上うに
2. 恋は冒険☆
  - 作詞：國府田マリ子、作曲・編曲：井上うに